# Lipka (województwo zachodniopomorskie)
Lipka (niem. Linde) – osada w Polsce położona w województwie zachodniopomorskim, w powiecie stargardzkim, w gminie Dolice, położona 7,5 km na północny wschód od Dolic (siedziby gminy) i 17 km na południowy wschód od Stargardu (siedziby powiatu).
W latach 1975–1998 miejscowość administracyjnie należała do województwa szczecińskiego.

## Zabytki
- park pałacowy, pozostałość po  pałacu[4].